# Am I Racist?
Am I Racist? es un documental de comedia estadounidense de 2024 sobre el racismo y el antirracismo, protagonizado por el comentarista político conservador Matt Walsh. Está dirigida por Justin Folk para The Daily Wire.
La película sigue a Walsh mientras se infiltra como un "aprendiz torpe de DEI" que asiste a talleres contra el racismo y entrevista a expertos y otras personas.
La producción costó 3 millones de dólares. La película se estrenó el 13 de septiembre de 2024.

## Sinopsis
La película ha sido descrita como un falso documental al estilo de Borat.
El experto Matt Walsh se encuentra en una cafetería recordando la prevalencia del racismo en la sociedad. Decide embarcarse en un "viaje" para descubrir si es o no "racista". Después de ser expulsado de un grupo de apoyo centrado en la culpa blanca, Walsh decide asumir una personalidad similar a la del profesor de estudios de género al que entrevistó en What is a Woman?. Luego recibe una certificación DEI y asume la identidad de "experto en DEI". Posteriormente, comienza su misión de "hacer el trabajo" que inició su trayectoria. Entre otras cosas, Matt convence a los transeúntes para que firmen una petición para cambiar el nombre del Monumento a Washington a "Monumento a George Floyd", elevar la estructura en un 30% y pintarla de negro. Matt también va a un bar de moteros, con la esperanza de exponer el racismo de los blancos montañeses, y entrevista a estadounidenses negros que le dicen que la solución al racismo es "amarse los unos a los otros". El programa culmina con Walsh, ahora un activista antirracista experimentado, presentando un taller antirracista llamado "Do the Work Workshop" donde les dice a los blancos que son inherentemente racistas, demuestra cómo hablar en contra del racismo condenando brutalmente a su tío Frank por una broma racista que había hecho hace veinte años y alienta la autoflagelación como una solución a la culpa blanca. El programa termina con Walsh cambiando de opinión y dando por finalizado el taller, declarando públicamente que todo es una estafa. En la escena final, Walsh se imagina compartiendo sus hallazgos con el mundo antes de sentarse a tomar un café con su tío Frank.

## Estreno
La película se estrenó el 13 de septiembre de 2024 en Estados Unidos y Canadá. Es la primera película estrenada en cines por The Daily Wire.